# Wullaburra nigromedia
Wullaburra nigromedia är en fjärilsart som beskrevs av Lucas 1901. Wullaburra nigromedia ingår i släktet Wullaburra och familjen praktmalar, Oecophoridae. Inga underarter finns listade i Catalogue of Life.